# Stadtbrand von Aachen

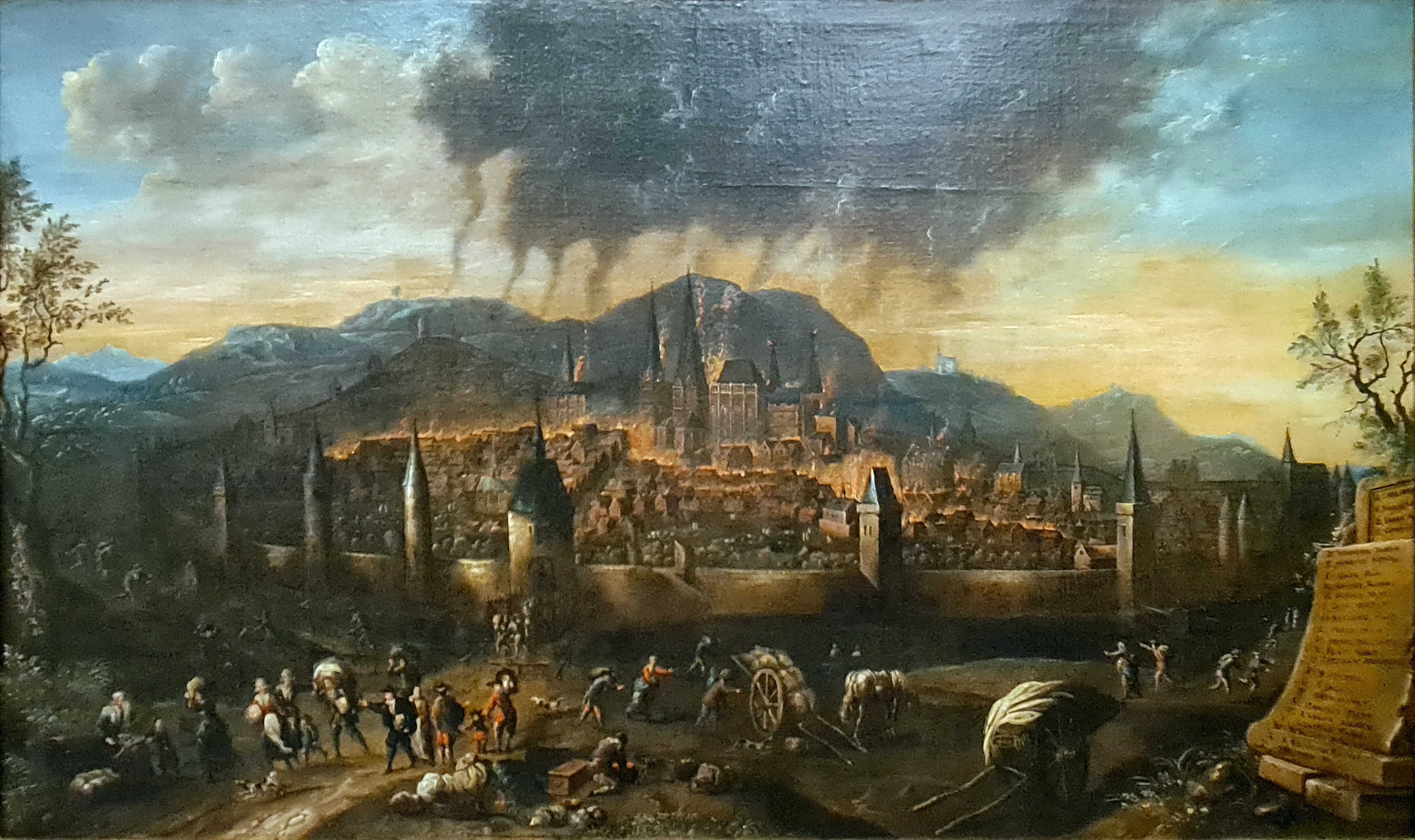
Gemälde von Jean Baptiste Huysmans des großen Stadtbrands von Aachen im Centre Charlemagne

Der Stadtbrand von Aachen war ein Großbrand, der am 2. Mai 1656 ausbrach und innerhalb von 24 Stunden sieben Achtel der Stadt Aachen vernichtete.

## Zeitlicher Ablauf
Der Brand brach in der Wohnung des Bäckers Peter Maw in der Jakobstraße aus. Er hatte nicht komplett erloschene Holzkohle auf dem Speicher seines Hauses ausgeschüttet. Das Holz der Dachkonstruktion fing Feuer und der starke Südwind bewirkte, dass die Funken auf die Nachbarhäuser übersprangen und diese entzündeten. Die typische Holzbauweise der damaligen Aachener Fachwerkhäuser unterstützte die Ausbreitung des Feuers. Zuerst fingen Häuser der Jakobstraße Feuer, das sich aber bald auf die Gebäude in der Königstraße ausbreitete. Es dauerte nicht lange und sämtliche Häuser am Templergraben und an der Pontstraße brannten. Zuerst wurde der nördliche Teil der Stadt durch die Flammen zerstört, ehe eine Änderung der Windrichtung auf Nord dazu führte, dass der Süden Aachens in Schutt und Asche gelegt wurde.
Es verbreitete sich das Gerücht, dass Brandstiftung die Ursache für das außer Kontrolle geratene Feuer gewesen sei. Bewaffnete Gruppen zogen auf der Suche nach den Brandstiftern durch die Stadt. Als sich schließlich die unbestätigte Meldung verbreitete, der in der Eilfschornsteinstraße stehende Pulverturm habe Feuer gefangen, flohen die Bürger an den Stadtrand und überließen ihre Häuser den Flammen. Erst am Folgetag erlosch das Feuer, da ihm die Nahrung ausging.

## Folgen

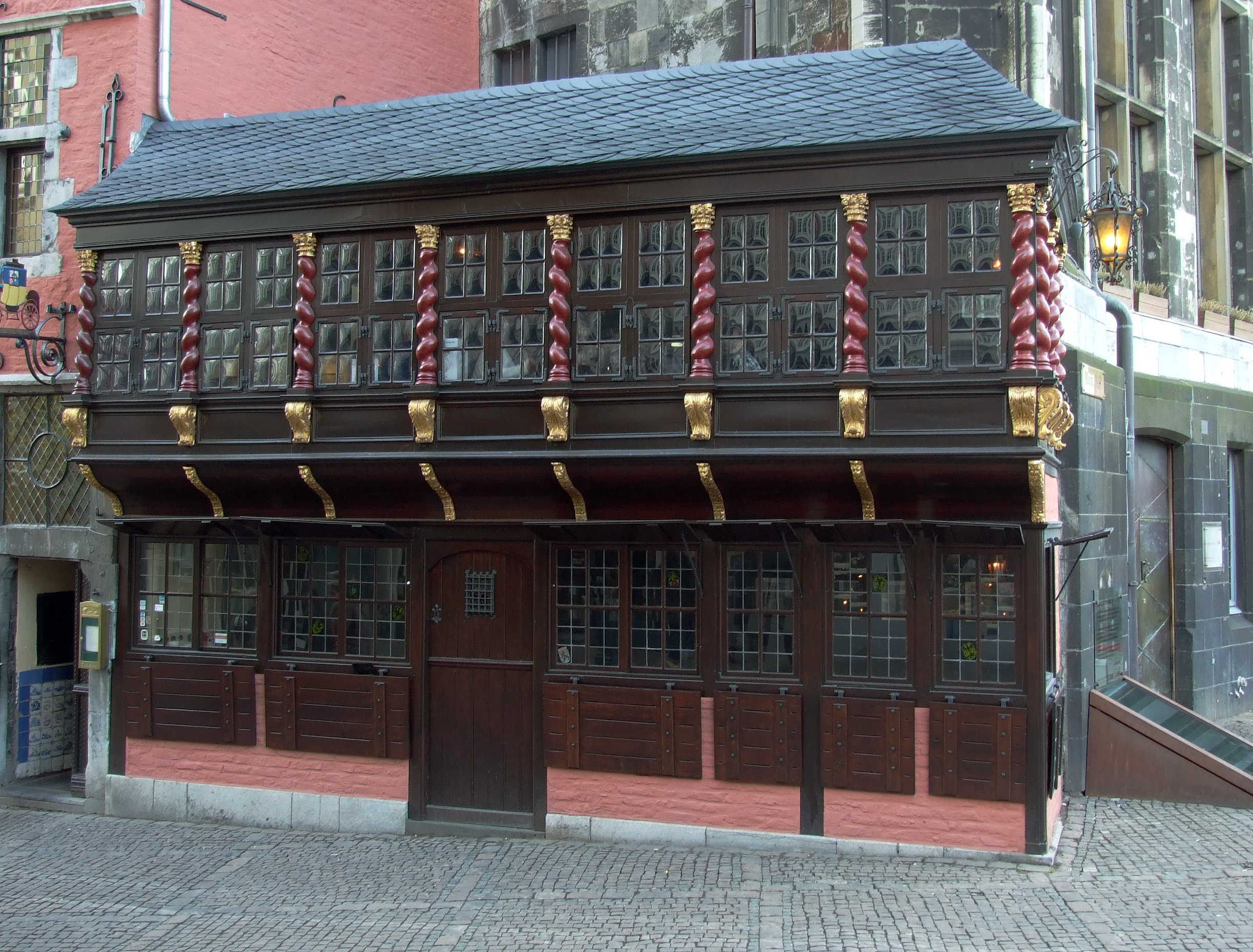
Rekonstruktion eines typischen Holzhauses des 17. Jahrhunderts in Aachen

Durch das Feuer verloren 17 Menschen ihr Leben, viele wurden verletzt. Die geschätzte Zahl der zerstörten Häuser schwankte zwischen 2600 und 5612. Amtliche Zahlen sprachen von 4664 Häusern. Aachen verfügte zur damaligen Zeit über etwa 5300 Häuser. Die stark schwankenden Zahlen resultieren daraus, dass die niedrigere Zahl nur die Wohnhäuser, die höhere auch die Nebengebäude und Stallungen erfasst. Das Rathaus wurde genauso zerstört wie 20 Kirchen, Spitäler und Klöster. Die ursprüngliche Befürchtung, dass sämtliche Urkunden des Rathauses verbrannt waren, bestätigte sich nicht, denn es wurde ein verborgener Gang entdeckt, in dem eine große Zahl wichtiger Dokumente versteckt war. Der Dom blieb aufgrund seiner Steinbauweise fast unbeschädigt. Sieben Achtel der Stadt sind innerhalb von 24 Stunden abgebrannt. Es gelang erst, das Feuer vor Erreichen der St.-Anna-Kirche aufzuhalten. Da der überwiegende Teil der in der Stadt gelagerten Lebensmittel verbrannt war, kam es rasch zur Nahrungsmittelknappheit.

## Hilfeleistungen
Innerhalb weniger Tage trafen Lieferungen von Brot und Käse aus Maastricht und Lüttich ein. Der Kölner Magistrat sandte 200 Malter Roggen, um damit die größte Not zu lindern. Andere Städte schlossen sich mit Lieferungen an, so dass die größten Engpässe durch diese Hilfslieferungen eingedämmt werden konnten.
Um einen Wiederaufbau zu ermöglichen, erließ der Rat der Stadt Aachen den betroffenen Bürgern die Wacht und sämtliche städtischen Dienste. Aus den städtischen Wäldern wurde Holz für den Wiederaufbau zur Verfügung gestellt. Die Würdenträger der damaligen Zeit wurden um Unterstützung gebeten und es dauerte nicht lange, bis erste Spenden eintrafen. Papst Alexander VII., der päpstlicher Nuntius in Aachen gewesen war, soll die hohe Summe von 4000 römischen Skudi zur Verfügung gestellt haben.
Die Architekten des Wiederaufbaus sind namentlich kaum bekannt. So ist überliefert, dass der Stadtzimmermann Gerhard Kraus und Meister Henri Liegeois das Rathaus instand setzten. Die dem Dom benachbarte Kirche St. Foillan wurde durch die Bau- und Werkmeister Dietrich Decker und Karl von Münster erneut aufgebaut, für den Wiederaufbau von St. Paul im Jahre 1670 war ein Meister Wiebrand verantwortlich. Besondere Verdienste erlangte der Barockbaumeister Laurenz Mefferdatis, der den Entwurf für den Wiederaufbau der heutigen Ursulinerstraße erstellte, die Loretokapelle baute sowie den Wiederaufbau der baufällig gewordenen Kirche St. Peter umsetzte.

## Der Stadtbrand in der Dichtung
Der niederländische Lyriker und Dramatiker Joost van den Vondel schrieb kurze Zeit nach dem Brand ein siebenstrophiges Gedicht über die Aachener Katastrophe. Es trägt den Titel „Klaghte op den ondergangk der Rijksstede Aken“ („Klage über den Untergang der Reichsstadt Aachen“).
Auch der im Jahr 2010 erschienene historische Roman Flammen über Aachen von Günter Krieger befasst sich mit dem Aachener Stadtbrand.
Der zuerst 2012 im Aachener einhard Verlag erschienene Roman „Aachen brennt“ über den Stadtbrand wurde 2021 in einer überarbeiteten Auflage erneut im Eifeler Literaturverlag veröffentlicht. Darüber hinaus erschien hier auch die Fortsetzung des Romans mit dem Titel „Der Himmel bestimmt deine Zeit“.